# Ellisiophyllum
Ellisiophyllum je monotipski biljni rod iz porodice trpučevki, dio tribusa Sibthorpieae. Jedina vrsta je E. pinnatum, azijski polugrm iz Kine, Tajvana, Nepala, Butana, Filipina i Nove Gvineje.

## Etimologija
Naziv roda Ellisiophyllum je u čast Johna Ellisa (1710. – 1776.), britanskog trgovca lanom i prirodoslovca,  i phyllum, što znači list. Specifični epitet pinnata potječe iz latinskog u značenju "nalik na pero", a odnosi se na lišće.

## Opis
Ellisiophyllum je bujna puzava trajnica s dlakavim stabljikama, koja je od lipnja do kolovoza prekrivena dugotrajnim malim bijelim zvjezdastim cvjetovima. Njegovo polu-zimzeleno, mat zeleno lišće je lijepo režnjasto kao kod krizantema. 

## Uzgoj
Ova otporna biljka koja se lako uzgaja uspijeva u hladnoj sjeni šuma, posađena u humusnom tlu zasjenjenog kamenjara ili u blizini ribnjaka.

## Sinonimi
- Hornemannia pinnata (Wall. ex Benth.) Benth. in A.P.de Candolle, Prodr. 10: 428 (1846)
- Moseleya pinnata (Wall. ex Benth.) Hemsl. in Hooker's Icon. Pl. 26: t. 2592 (1899)
- Ourisia pinnata Wall. ex Benth. in Scroph. Ind.: 47 (1835)
- Sibthorpia pinnata (Wall. ex Benth.) Benth. in J.D.Hooker, Fl. Brit. India 4: 288 (1884)